# Ångbastu
Ångbastu eller ångbad är ett rum fyllt med ånga där man badar genom att svettas i den varma fuktiga luften. De finns oftast i badhus och spa, sällan i enskilda hem. Ångbastun bygger på den turkiska hamam-traditionen.